# Ernst II van Saksen-Coburg en Gotha
Ernst August Karel Johannes Leopold Alexander Eduard (Coburg, 21 juni 1818 - Reinhardsbrunn bij Gotha, 2 augustus 1893) was van 1844 tot 1893 hertog van Saksen-Coburg en Gotha. Zijn ouders waren hertog
Ernst I en diens eerste echtgenote Louise van Saksen-Gotha-Altenburg.
Hij genoot een veelzijdige opleiding, studeerde met zijn broer Albert in Bonn en ontving militair onderricht in het leger van Saksen. Vanwege zijn wijdverbreide familie - Albert was gemaal van de Britse koningin Victoria, zijn oom Leopold koning der Belgen en zijn neef Ferdinand koning-gemaal van Maria II van Portugal - reisde hij veel en had een goede kennis van de Europese politiek.
Ernst II nam na de dood van zijn vader op 29 januari 1844 de regering van het hertogdom op zich. In tegenstelling tot zijn conservatieve vader was hij - mede onder invloed van Leopold I - een der meest liberale Duitse vorsten. Hij voorzag de roep van het volk om hervormingen en kwam derhalve tamelijk ongeschonden door het revolutiejaar 1848. Hierop verleende hij alle mannelijke staatsburgers van boven de 25 stemrecht. Op 3 mei 1852 voerde hij een nieuwe grondwet door die zijn hertogdommen Coburg en Gotha geheel verenigde.
Als groot voorstander van een Duitse eenheid drong hij er bij de Pruisische koning Frederik Willem IV sterk op aan de hem in 1849 aangeboden keizerskroon te aanvaarden. Hij verwierf zich in Duitsland echter vooral bekendheid in de strijd tegen Denemarken van dat jaar waarin hij gedurende de zeeslag bij Eckernförde de Duitse troepen leidde. In de volgende jaren van groeiend conservatisme bleef hij als vrijwel de enige Duitse soeverein trouw aan de idealen van liberalisme en een verenigd Duitsland en maakte zijn land tot vrijhaven voor schrijvers en politici die de andere staten hadden moeten ontvluchten. Hij was de eerste Duitse vorst die keizer Napoleon III bezocht en was aanwezig bij de aanslag op diens leven in 1858.
Ernst II was aanvankelijk een tegenstander van de politiek van Bismarck maar werd later een warm en vooraanstaand medestander van Pruisen. Saksen-Coburg-Gotha trad in 1866 toe tot de Noord-Duitse Bond. Wilhelm I zei bij zijn keizerskroning in 1871 dat de totstandkoming van het Duitse Keizerrijk in niet geringe mate aan hem te danken was.
Ernst was ook als regisseur en acteur actief, componeerde opera's en was vriend en mecenas van de schrijver Gustav Freytag en de walskoning Johann Strauss jr. Daar zijn huwelijk met Alexandrine, dochter van groothertog Leopold van Baden, kinderloos was gebleven werd hij na zijn dood op 2 augustus 1893 opgevolgd door zijn neef Alfred, zoon van Albert en koningin Victoria.

## Kwartierstaat
| Ernst Frederik van Saksen-Coburg-Saalfeld (1724–1800) | Ernst Frederik van Saksen-Coburg-Saalfeld (1724–1800) | Ernst Frederik van Saksen-Coburg-Saalfeld (1724–1800) | Ernst Frederik van Saksen-Coburg-Saalfeld (1724–1800) | Ernst Frederik van Saksen-Coburg-Saalfeld (1724–1800) | Ernst Frederik van Saksen-Coburg-Saalfeld (1724–1800) | Sofie Antoinette van Brunswijk-Wolfenbüttel (1724-1802) | Sofie Antoinette van Brunswijk-Wolfenbüttel (1724-1802) | Sofie Antoinette van Brunswijk-Wolfenbüttel (1724-1802) | Sofie Antoinette van Brunswijk-Wolfenbüttel (1724-1802) | Sofie Antoinette van Brunswijk-Wolfenbüttel (1724-1802) | Sofie Antoinette van Brunswijk-Wolfenbüttel (1724-1802) |                                                |                                                | Hendrik XXIV van Reuss-Ebersdorf (1724-1779)   | Hendrik XXIV van Reuss-Ebersdorf (1724-1779)   | Hendrik XXIV van Reuss-Ebersdorf (1724-1779)          | Hendrik XXIV van Reuss-Ebersdorf (1724-1779)          | Hendrik XXIV van Reuss-Ebersdorf (1724-1779)          | Hendrik XXIV van Reuss-Ebersdorf (1724-1779)          | Caroline Ernestine van Erbach-Schönberg (1727-1796)   | Caroline Ernestine van Erbach-Schönberg (1727-1796)   | Caroline Ernestine van Erbach-Schönberg (1727-1796) | Caroline Ernestine van Erbach-Schönberg (1727-1796) | Caroline Ernestine van Erbach-Schönberg (1727-1796) | Caroline Ernestine van Erbach-Schönberg (1727-1796) |  |  | Ernst II van Saksen-Gotha-Altenburg (1745-1804) | Ernst II van Saksen-Gotha-Altenburg (1745-1804) | Ernst II van Saksen-Gotha-Altenburg (1745-1804) | Ernst II van Saksen-Gotha-Altenburg (1745-1804) | Ernst II van Saksen-Gotha-Altenburg (1745-1804) | Ernst II van Saksen-Gotha-Altenburg (1745-1804) | Maria Charlotte van Saksen-Meiningen (1751–1827) | Maria Charlotte van Saksen-Meiningen (1751–1827) | Maria Charlotte van Saksen-Meiningen (1751–1827) | Maria Charlotte van Saksen-Meiningen (1751–1827) | Maria Charlotte van Saksen-Meiningen (1751–1827) | Maria Charlotte van Saksen-Meiningen (1751–1827) |                                               |                                               | Frederik Frans I van Mecklenburg-Schwerin (1756-1837) | Frederik Frans I van Mecklenburg-Schwerin (1756-1837) | Frederik Frans I van Mecklenburg-Schwerin (1756-1837) | Frederik Frans I van Mecklenburg-Schwerin (1756-1837) | Frederik Frans I van Mecklenburg-Schwerin (1756-1837) | Frederik Frans I van Mecklenburg-Schwerin (1756-1837) | Louise van Saksen-Gotha-Altenburg (1756-1808)         | Louise van Saksen-Gotha-Altenburg (1756-1808)         | Louise van Saksen-Gotha-Altenburg (1756-1808) | Louise van Saksen-Gotha-Altenburg (1756-1808) | Louise van Saksen-Gotha-Altenburg (1756-1808) | Louise van Saksen-Gotha-Altenburg (1756-1808) |  |  |  |  |  |  |  |  |  |  |  |  |  |  |  |  |  |  |  |  |  |  |  |  |  |  |  |  |  |  |  |  |  |  |  |  |  |  |  |  |  |  |  |  |  |  |  |  |
| Ernst Frederik van Saksen-Coburg-Saalfeld (1724–1800) | Ernst Frederik van Saksen-Coburg-Saalfeld (1724–1800) | Ernst Frederik van Saksen-Coburg-Saalfeld (1724–1800) | Ernst Frederik van Saksen-Coburg-Saalfeld (1724–1800) | Ernst Frederik van Saksen-Coburg-Saalfeld (1724–1800) | Ernst Frederik van Saksen-Coburg-Saalfeld (1724–1800) | Sofie Antoinette van Brunswijk-Wolfenbüttel (1724-1802) | Sofie Antoinette van Brunswijk-Wolfenbüttel (1724-1802) | Sofie Antoinette van Brunswijk-Wolfenbüttel (1724-1802) | Sofie Antoinette van Brunswijk-Wolfenbüttel (1724-1802) | Sofie Antoinette van Brunswijk-Wolfenbüttel (1724-1802) | Sofie Antoinette van Brunswijk-Wolfenbüttel (1724-1802) |                                                |                                                | Hendrik XXIV van Reuss-Ebersdorf (1724-1779)   | Hendrik XXIV van Reuss-Ebersdorf (1724-1779)   | Hendrik XXIV van Reuss-Ebersdorf (1724-1779)          | Hendrik XXIV van Reuss-Ebersdorf (1724-1779)          | Hendrik XXIV van Reuss-Ebersdorf (1724-1779)          | Hendrik XXIV van Reuss-Ebersdorf (1724-1779)          | Caroline Ernestine van Erbach-Schönberg (1727-1796)   | Caroline Ernestine van Erbach-Schönberg (1727-1796)   | Caroline Ernestine van Erbach-Schönberg (1727-1796) | Caroline Ernestine van Erbach-Schönberg (1727-1796) | Caroline Ernestine van Erbach-Schönberg (1727-1796) | Caroline Ernestine van Erbach-Schönberg (1727-1796) |  |  | Ernst II van Saksen-Gotha-Altenburg (1745-1804) | Ernst II van Saksen-Gotha-Altenburg (1745-1804) | Ernst II van Saksen-Gotha-Altenburg (1745-1804) | Ernst II van Saksen-Gotha-Altenburg (1745-1804) | Ernst II van Saksen-Gotha-Altenburg (1745-1804) | Ernst II van Saksen-Gotha-Altenburg (1745-1804) | Maria Charlotte van Saksen-Meiningen (1751–1827) | Maria Charlotte van Saksen-Meiningen (1751–1827) | Maria Charlotte van Saksen-Meiningen (1751–1827) | Maria Charlotte van Saksen-Meiningen (1751–1827) | Maria Charlotte van Saksen-Meiningen (1751–1827) | Maria Charlotte van Saksen-Meiningen (1751–1827) |                                               |                                               | Frederik Frans I van Mecklenburg-Schwerin (1756-1837) | Frederik Frans I van Mecklenburg-Schwerin (1756-1837) | Frederik Frans I van Mecklenburg-Schwerin (1756-1837) | Frederik Frans I van Mecklenburg-Schwerin (1756-1837) | Frederik Frans I van Mecklenburg-Schwerin (1756-1837) | Frederik Frans I van Mecklenburg-Schwerin (1756-1837) | Louise van Saksen-Gotha-Altenburg (1756-1808)         | Louise van Saksen-Gotha-Altenburg (1756-1808)         | Louise van Saksen-Gotha-Altenburg (1756-1808) | Louise van Saksen-Gotha-Altenburg (1756-1808) | Louise van Saksen-Gotha-Altenburg (1756-1808) | Louise van Saksen-Gotha-Altenburg (1756-1808) |  |  |  |  |  |  |  |  |  |  |  |  |  |  |  |  |  |  |  |  |  |  |  |  |  |  |  |  |  |  |  |  |  |  |  |  |  |  |  |  |  |  |  |  |  |  |  |  |
|                                                       |                                                       |                                                       |                                                       |                                                       |                                                       |                                                         |                                                         |                                                         |                                                         |                                                         |                                                         |                                                |                                                |                                                |                                                |                                                       |                                                       |                                                       |                                                       |                                                       |                                                       |                                                     |                                                     |                                                     |                                                     |  |  |                                                 |                                                 |                                                 |                                                 |                                                 |                                                 |                                                  |                                                  |                                                  |                                                  |                                                  |                                                  |                                               |                                               |                                                       |                                                       |                                                       |                                                       |                                                       |                                                       |                                                       |                                                       |                                               |                                               |                                               |                                               |  |  |  |  |  |  |  |  |  |  |  |  |  |  |  |  |  |  |  |  |  |  |  |  |  |  |  |  |  |  |  |  |  |  |  |  |  |  |  |  |  |  |  |  |  |  |  |  |
|                                                       |                                                       |                                                       |                                                       | Frans van Saksen-Coburg-Saalfeld (1750-1806)          | Frans van Saksen-Coburg-Saalfeld (1750-1806)          | Frans van Saksen-Coburg-Saalfeld (1750-1806)            | Frans van Saksen-Coburg-Saalfeld (1750-1806)            | Frans van Saksen-Coburg-Saalfeld (1750-1806)            | Frans van Saksen-Coburg-Saalfeld (1750-1806)            |                                                         |                                                         |                                                |                                                |                                                |                                                | Augusta van Reuss-Ebersdorf en Lobenstein (1757-1831) | Augusta van Reuss-Ebersdorf en Lobenstein (1757-1831) | Augusta van Reuss-Ebersdorf en Lobenstein (1757-1831) | Augusta van Reuss-Ebersdorf en Lobenstein (1757-1831) | Augusta van Reuss-Ebersdorf en Lobenstein (1757-1831) | Augusta van Reuss-Ebersdorf en Lobenstein (1757-1831) |                                                     |                                                     |                                                     |                                                     |  |  |                                                 |                                                 |                                                 |                                                 | August van Saksen-Gotha-Altenburg (1772-1822)   | August van Saksen-Gotha-Altenburg (1772-1822)   | August van Saksen-Gotha-Altenburg (1772-1822)    | August van Saksen-Gotha-Altenburg (1772-1822)    | August van Saksen-Gotha-Altenburg (1772-1822)    | August van Saksen-Gotha-Altenburg (1772-1822)    |                                                  |                                                  |                                               |                                               |                                                       |                                                       | Louise Charlotte van Mecklenburg-Schwerin (1779-1801) | Louise Charlotte van Mecklenburg-Schwerin (1779-1801) | Louise Charlotte van Mecklenburg-Schwerin (1779-1801) | Louise Charlotte van Mecklenburg-Schwerin (1779-1801) | Louise Charlotte van Mecklenburg-Schwerin (1779-1801) | Louise Charlotte van Mecklenburg-Schwerin (1779-1801) |                                               |                                               |                                               |                                               |  |  |  |  |  |  |  |  |  |  |  |  |  |  |  |  |  |  |  |  |  |  |  |  |  |  |  |  |  |  |  |  |  |  |  |  |  |  |  |  |  |  |  |  |  |  |  |  |
|                                                       |                                                       |                                                       |                                                       | Frans van Saksen-Coburg-Saalfeld (1750-1806)          | Frans van Saksen-Coburg-Saalfeld (1750-1806)          | Frans van Saksen-Coburg-Saalfeld (1750-1806)            | Frans van Saksen-Coburg-Saalfeld (1750-1806)            | Frans van Saksen-Coburg-Saalfeld (1750-1806)            | Frans van Saksen-Coburg-Saalfeld (1750-1806)            |                                                         |                                                         |                                                |                                                |                                                |                                                | Augusta van Reuss-Ebersdorf en Lobenstein (1757-1831) | Augusta van Reuss-Ebersdorf en Lobenstein (1757-1831) | Augusta van Reuss-Ebersdorf en Lobenstein (1757-1831) | Augusta van Reuss-Ebersdorf en Lobenstein (1757-1831) | Augusta van Reuss-Ebersdorf en Lobenstein (1757-1831) | Augusta van Reuss-Ebersdorf en Lobenstein (1757-1831) |                                                     |                                                     |                                                     |                                                     |  |  |                                                 |                                                 |                                                 |                                                 | August van Saksen-Gotha-Altenburg (1772-1822)   | August van Saksen-Gotha-Altenburg (1772-1822)   | August van Saksen-Gotha-Altenburg (1772-1822)    | August van Saksen-Gotha-Altenburg (1772-1822)    | August van Saksen-Gotha-Altenburg (1772-1822)    | August van Saksen-Gotha-Altenburg (1772-1822)    |                                                  |                                                  |                                               |                                               |                                                       |                                                       | Louise Charlotte van Mecklenburg-Schwerin (1779-1801) | Louise Charlotte van Mecklenburg-Schwerin (1779-1801) | Louise Charlotte van Mecklenburg-Schwerin (1779-1801) | Louise Charlotte van Mecklenburg-Schwerin (1779-1801) | Louise Charlotte van Mecklenburg-Schwerin (1779-1801) | Louise Charlotte van Mecklenburg-Schwerin (1779-1801) |                                               |                                               |                                               |                                               |  |  |  |  |  |  |  |  |  |  |  |  |  |  |  |  |  |  |  |  |  |  |  |  |  |  |  |  |  |  |  |  |  |  |  |  |  |  |  |  |  |  |  |  |  |  |  |  |
|                                                       |                                                       |                                                       |                                                       |                                                       |                                                       |                                                         |                                                         |                                                         |                                                         | Ernst I van Saksen-Coburg en Gotha (1784-1844)          | Ernst I van Saksen-Coburg en Gotha (1784-1844)          | Ernst I van Saksen-Coburg en Gotha (1784-1844) | Ernst I van Saksen-Coburg en Gotha (1784-1844) | Ernst I van Saksen-Coburg en Gotha (1784-1844) | Ernst I van Saksen-Coburg en Gotha (1784-1844) |                                                       |                                                       |                                                       |                                                       |                                                       |                                                       |                                                     |                                                     |                                                     |                                                     |  |  |                                                 |                                                 |                                                 |                                                 |                                                 |                                                 |                                                  |                                                  |                                                  |                                                  | Louise van Saksen-Gotha-Altenburg (1800-1831)    | Louise van Saksen-Gotha-Altenburg (1800-1831)    | Louise van Saksen-Gotha-Altenburg (1800-1831) | Louise van Saksen-Gotha-Altenburg (1800-1831) | Louise van Saksen-Gotha-Altenburg (1800-1831)         | Louise van Saksen-Gotha-Altenburg (1800-1831)         |                                                       |                                                       |                                                       |                                                       |                                                       |                                                       |                                               |                                               |                                               |                                               |  |  |  |  |  |  |  |  |  |  |  |  |  |  |  |  |  |  |  |  |  |  |  |  |  |  |  |  |  |  |  |  |  |  |  |  |  |  |  |  |  |  |  |  |  |  |  |  |
|                                                       |                                                       |                                                       |                                                       |                                                       |                                                       |                                                         |                                                         |                                                         |                                                         | Ernst I van Saksen-Coburg en Gotha (1784-1844)          | Ernst I van Saksen-Coburg en Gotha (1784-1844)          | Ernst I van Saksen-Coburg en Gotha (1784-1844) | Ernst I van Saksen-Coburg en Gotha (1784-1844) | Ernst I van Saksen-Coburg en Gotha (1784-1844) | Ernst I van Saksen-Coburg en Gotha (1784-1844) |                                                       |                                                       |                                                       |                                                       |                                                       |                                                       |                                                     |                                                     |                                                     |                                                     |  |  |                                                 |                                                 |                                                 |                                                 |                                                 |                                                 |                                                  |                                                  |                                                  |                                                  | Louise van Saksen-Gotha-Altenburg (1800-1831)    | Louise van Saksen-Gotha-Altenburg (1800-1831)    | Louise van Saksen-Gotha-Altenburg (1800-1831) | Louise van Saksen-Gotha-Altenburg (1800-1831) | Louise van Saksen-Gotha-Altenburg (1800-1831)         | Louise van Saksen-Gotha-Altenburg (1800-1831)         |                                                       |                                                       |                                                       |                                                       |                                                       |                                                       |                                               |                                               |                                               |                                               |  |  |  |  |  |  |  |  |  |  |  |  |  |  |  |  |  |  |  |  |  |  |  |  |  |  |  |  |  |  |  |  |  |  |  |  |  |  |  |  |  |  |  |  |  |  |  |  |
|                                                       |                                                       |                                                       |                                                       |                                                       |                                                       |                                                         |                                                         |                                                         |                                                         |                                                         |                                                         |                                                |                                                |                                                |                                                |                                                       |                                                       |                                                       |                                                       |                                                       |                                                       |                                                     |                                                     |                                                     |                                                     |  |  |                                                 |                                                 |                                                 |                                                 |                                                 |                                                 |                                                  |                                                  |                                                  |                                                  |                                                  |                                                  |                                               |                                               |                                                       |                                                       |                                                       |                                                       |                                                       |                                                       |                                                       |                                                       |                                               |                                               |                                               |                                               |  |  |  |  |  |  |  |  |  |  |  |  |  |  |  |  |  |  |  |  |  |  |  |  |  |  |  |  |  |  |  |  |  |  |  |  |  |  |  |  |  |  |  |  |  |  |  |  |
|                                                       |                                                       |                                                       |                                                       |                                                       |                                                       |                                                         |                                                         |                                                         |                                                         |                                                         |                                                         |                                                |                                                |                                                |                                                |                                                       |                                                       |                                                       |                                                       |                                                       |                                                       |                                                     |                                                     |                                                     |                                                     |  |  |                                                 |                                                 |                                                 |                                                 |                                                 |                                                 |                                                  |                                                  |                                                  |                                                  |                                                  |                                                  |                                               |                                               |                                                       |                                                       |                                                       |                                                       |                                                       |                                                       |                                                       |                                                       |                                               |                                               |                                               |                                               |  |  |  |  |  |  |  |  |  |  |  |  |  |  |  |  |  |  |  |  |  |  |  |  |  |  |  |  |  |  |  |  |  |  |  |  |  |  |  |  |  |  |  |  |  |  |  |  |
|                                                       |                                                       |                                                       |                                                       |                                                       |                                                       |                                                         |                                                         |                                                         |                                                         |                                                         |                                                         |                                                |                                                |                                                |                                                |                                                       |                                                       | Ernst II van Saksen-Coburg en Gotha (1818-1893)       | Ernst II van Saksen-Coburg en Gotha (1818-1893)       | Ernst II van Saksen-Coburg en Gotha (1818-1893)       | Ernst II van Saksen-Coburg en Gotha (1818-1893)       | Ernst II van Saksen-Coburg en Gotha (1818-1893)     | Ernst II van Saksen-Coburg en Gotha (1818-1893)     |                                                     |                                                     |  |  |                                                 |                                                 | Albert van Saksen-Coburg en Gotha (1819-1861)   | Albert van Saksen-Coburg en Gotha (1819-1861)   | Albert van Saksen-Coburg en Gotha (1819-1861)   | Albert van Saksen-Coburg en Gotha (1819-1861)   | Albert van Saksen-Coburg en Gotha (1819-1861)    | Albert van Saksen-Coburg en Gotha (1819-1861)    |                                                  |                                                  |                                                  |                                                  |                                               |                                               |                                                       |                                                       |                                                       |                                                       |                                                       |                                                       |                                                       |                                                       |                                               |                                               |                                               |                                               |  |  |  |  |  |  |  |  |  |  |  |  |  |  |  |  |  |  |  |  |  |  |  |  |  |  |  |  |  |  |  |  |  |  |  |  |  |  |  |  |  |  |  |  |  |  |  |  |